# 富士宮市立富丘小学校
富士宮市立富丘小学校（ふじのみやしりつ とみおかしょうがっこう）は、静岡県富士宮市の西部にある公立小学校。学校西側には潤井川、北側には風祭川が流れている。

## 概要
- 令和6年度の児童数は728名（一学年4クラス・計24学級）[1]。

## 通学区域
- 宮原区（県道朝霧富士宮線以西）
- 外神区
- 青木区
- 淀師区
- 淀橋区（穂波町）
- 大中里区（8町内）
- 青木平区
- 外神東町（市道粟倉外神線以南と市道押出長穴線以東を除く）[2]

## 指定避難所
- 青木区
- 青木平区[3]

## 進学先中学校
- 富士宮市立富士宮第四中学校